# Radio SRF 1
Radio SRF 1 è un'emittente radiofonica svizzera, di proprietà del gruppo SRF, con sede a Zurigo.

## Storia
L'emittente viene lanciata nel 1931 ed è stata la prima emittente di lingua tedesca ad essere in onda dalla Svizzera tedesca.
Il 16 dicembre 2012 DRS 1 è diventata Radio SRF 1.

## Caratteristiche
È ricevibile in Svizzera attraverso l'FM, la tecnologia digitale DAB e via cavo; è inoltre usufruibile all'estero attraverso la tecnologia satellitare (in Europa, Nord Africa e Medio Oriente) e in streaming sul sito ufficiale (in tutto il mondo, occorre Real Player o un lettore di file multimediali in grado di leggere gli stessi formati). È ricevibile in FM anche nella parte nord della provincia di Novara.

## Programmazione
La programmazione è prevalentemente informativa e di programmi di divertimento, ma vi sono anche programmi satirici, programmi per bambini e giochi.
La radio trasmette anche programmi regionali, che vanno a sostituire parte della programmazione della radio; le sedi locali sono:
- Argovia/Soletta;
- Basilea Città/Basilea Campagna
- Berna - Friburgo - Vallese;
- Svizzera centrale;
- Svizzera orientale;
- Zurigo/Sciaffusa.

## Loghi

1993-2003[senza fonte]
Logo utilizzato fino al 2007
Logo utilizzato fino al 15 dicembre 2012
Logo utilizzato fino al 2020
Logo utilizzato fino al dicembre 2022
Logo attuale Radio SRF 1